# Shensia
Shensia is een geslacht van kevers uit de familie bladkevers (Chrysomelidae).
De wetenschappelijke naam van het geslacht werd in 1964 gepubliceerd door Chen.

## Soorten
- Shensia parvula (Chen, 1964)